# Tablica poświęcona Zdzisławowi Maszewskiemu

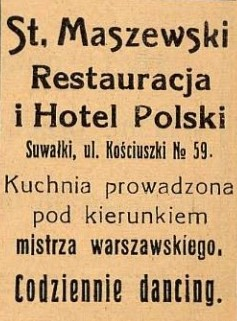
Restauracja i Hotel Polski Stanisława Maszewskiego – reklama

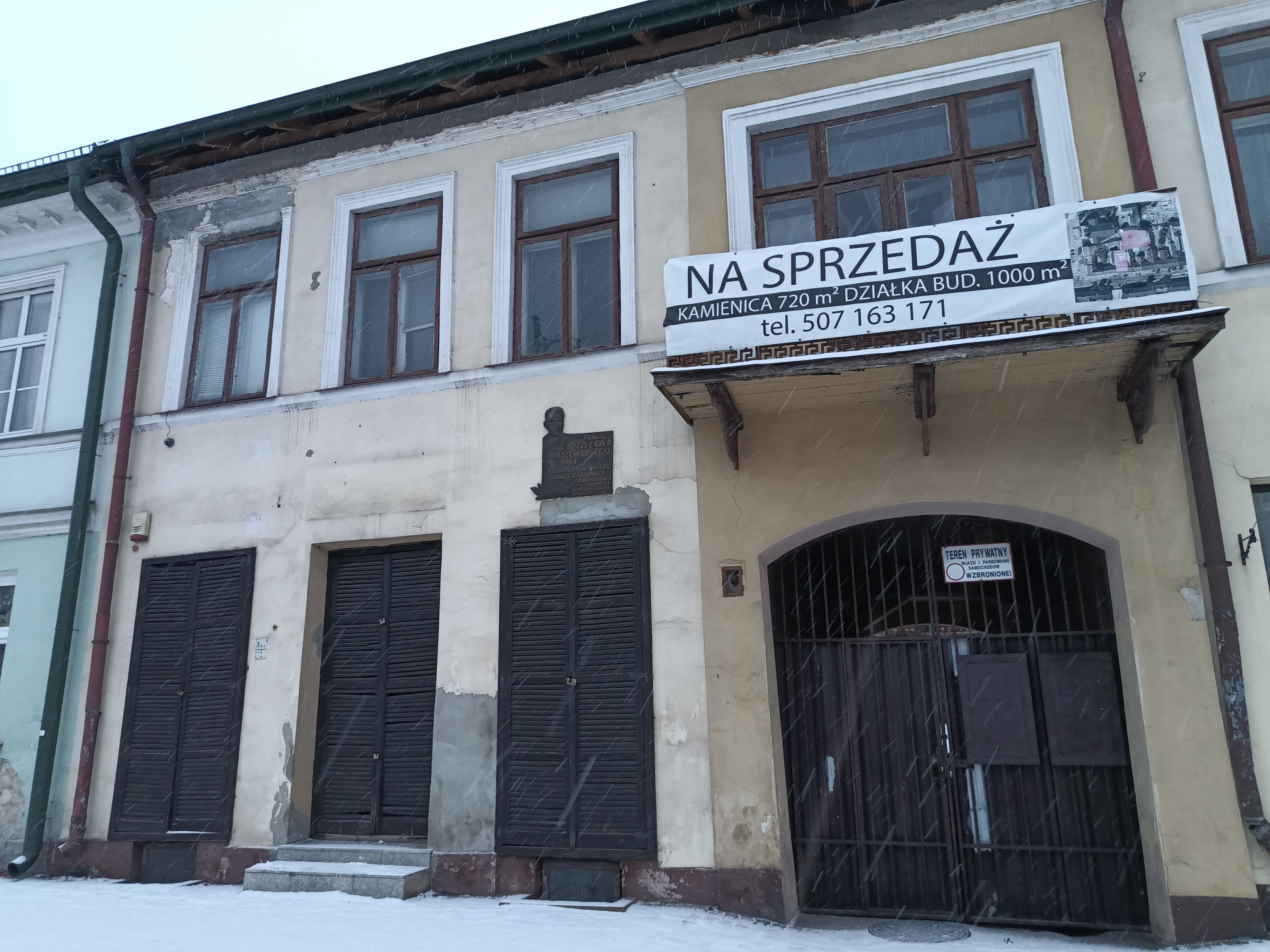
Kamienica Maszewskich – styczeń 2024 r.

Tablica pamiątkowa poświęcona Zdzisławowi Maszewskiemu – tablica na budynku przy ulicy T. Kościuszki nr 59 w Suwałkach.

## Historia tablicy
30 września 2004 roku z inicjatywy Stowarzyszenia Przyjaciół Suwalszczyzny i pomocy finansowej Urzędu Miasta na kamienicy znajdującej się przy ulicy Tadeusza Kościuszki umieszczono tablicę poświęconą inżynierowi Zdzisławowi Maszewskiemu – bohaterowi wywiadu Armii Krajowej. Uroczystego odsłonięcia tablicy dokonała bratanica Maszewskiego – Ryta Maszewska-Nawrocka. Suwalskie władze miejskie reprezentował Włodzimierz Marczewski, ówczesny zastępca prezydenta Suwałk. 

## Tablica
Tablica prostokątna, w lewym górnym rogu podobizna Zdzisława Maszewskiego. W dolnym lewym rogu stylizowany liść. Tekst umieszczony na tablicy:
Pamięci inż. Zdzisława Maszewskiego 1914-1944 bohatera wywiadu Armii Krajowej. Stowarzyszenie Przyjaciół Suwalszczyzny, wrzesień 2004.

## O kamienicy
Kamienicę przy ulicy Kościuszki nr 59 (wg obecnej numeracji) nabył w 1911 roku od Bronisława Stankiewicza Stanisław Maszewski – ojciec Zdzisława. W pierwszych latach powojennych w części frontowej urządził tam Hotel Polski. Resztę pomieszczeń wydzierżawił najemcom. Po wybuchu II wojny światowej lokal zajęli Niemcy. Po wojnie nieruchomość zarekwirowały władze państwowe. W pomieszczeniach domu funkcjonowały wówczas różne placówki usługowo-handlowe „Praktycznej Pani” oraz PSS, takie jak np. sklep z garnkami i porcelaną, zakład fryzjerski. Ze wspomnień rodziny Maszewskich wynika, że w roku 1965 działał tu bar (lub restauracja) o nazwie „Hańcza”. Potomkowie Maszewskich odzyskali prawa własnościowe do posiadłości w roku 1989. W kamienicy przez pewien czas funkcjonował również Bar Polski prowadzony przez prawnuczkę Stanisława Maszewskiego – Teresę Nawrocką. Obecnie kamienicę wystawiono na sprzedaż.

## Warto wiedzieć, że...
- W związku z odsłonięciem tablicy Stowarzyszenie Przyjaciół Suwalszczyzny wydało okazjonalnie niewielką publikację (liczącą 15 stron): Zdzisław Maszewski: bohater wywiadu Armii Krajowej autorstwa Zygmunta Filipowicza. Opracowanie biograficzne zostało wzbogacone o kilkanaście fotografii pochodzących z zasobów rodziny Maszewskich.
- Po zakończeniu II wojny światowej prochy Zdzisława Maszewskiego zostały sprowadzone do Suwałk i złożone w grobie rodzinnym na suwalskim cmentarzu przy ulicy Bakałarzewskiej.
- Budynek kamienicy przy ulicy Tadeusz Kościuszki 59 został najprawdopodobniej wzniesiony przed 1858 rokiem. Nie udało się ustalić autora projektu[6].